# Georges Hugo
Pour les articles homonymes, voir Hugo.
Ne pas confondre avec le peintre Georges Victor-Hugo.
Georges Hugo, né le 3 avril 1915 à Dijon et mort le 1er mars 1984 à Pont-d'Ain, est un militaire français, Compagnon de la Libération et héros de la Guerre du désert.
Il est enterré à Druillat,.

## Décorations
- Commandeur de la Légion d'honneur
- Compagnon de la Libération par décret du 4 juillet 1944[2]
- Grand officier de l'ordre national du Mérite
- Croix de guerre 1939–1945 (3 citations).
- Croix de guerre des Théâtres d'opérations extérieurs (1 citation)
- Croix de la Valeur militaire (2 citations)
- Croix du combattant volontaire de la guerre de 1939–1945
- Médaille des évadés
- Médaille coloniale
- Commandeur de l'Étoile noire